# Deportivo Alavés 2000-2001
Questa pagina raccoglie i dati riguardanti il Deportivo Alavés nelle competizioni ufficiali della stagione 2000-2001.

## Rosa
Rosa aggiornata al termine della stagione.
| N. |                                | Ruolo | Calciatore                 |
| -- | ------------------------------ | ----- | -------------------------- |
| 1  | Argentina (bandiera)           | P     | Martín Herrera             |
| 2  | Romania (bandiera)             | D     | Cosmin Contra              |
| 3  | Spagna (bandiera)              | D     | Ibón Begoña                |
| 4  | Norvegia (bandiera)            | D     | Dan Eggen                  |
| 5  | Spagna (bandiera)              | D     | Antonio Karmona (capitano) |
| 6  | Spagna (bandiera)              | D     | Óscar Téllez               |
| 7  | Spagna (bandiera)              | D     | Delfí Geli                 |
| 8  | Spagna (bandiera)              | C     | Tomás Pina Isla            |
| 9  | Spagna (bandiera)              | A     | Javi Moreno                |
| 10 | Spagna (bandiera)              | C     | Pablo Gómez                |
| 11 | Brasile (bandiera)             | A     | Magno Mocelin              |
| 14 | Paesi Bassi (bandiera)         | C     | Jordi Cruyff               |
| 15 | Serbia e Montenegro (bandiera) | C     | Ivan Tomić                 |
| 16 | Argentina (bandiera)           | C     | Hermes Desio               |

| N. |                               | Ruolo | Calciatore          |
| -- | ----------------------------- | ----- | ------------------- |
| 17 | Spagna (bandiera)             | D     | Raúl Gañán          |
| 18 | Argentina (bandiera)          | C     | Martín Astudillo    |
| 19 | Uruguay (bandiera)            | A     | Iván Alonso         |
| 20 | Spagna (bandiera)             | C     | Jorge Azkoitia      |
| 21 | Spagna (bandiera)             | C     | Mario Rosas         |
| 23 | Croazia (bandiera)            | A     | Jurica Vučko        |
| 24 | Argentina (bandiera)          | C     | Pablo Brandán       |
| 25 | Spagna (bandiera)             | P     | Kike                |
| 26 | Spagna (bandiera)             | C     | Nacho Zaragoza      |
| 27 | Spagna (bandiera)             | C     | Asier Salcedo       |
| 28 | Spagna (bandiera)             | D     | Josu Sarriegi       |
| 30 | Guinea Equatoriale (bandiera) | A     | Epitié              |
| 32 | Spagna (bandiera)             | D     | José Javier Etxarri |

### Giocatori ceduti a stagione in corso
| N. |                   | Ruolo | Calciatore |
| -- | ----------------- | ----- | ---------- |
| 22 | Spagna (bandiera) | D     | Josete     |